# Enterobactina
L'enterobactina (conosciuta anche come enterochelina) è un sideroforo, cioè un composto chelante il ferro secreto da alcuni microrganismi, ad alta affinità, che acquisisce il ferro per i sistemi biologici. Si trova principalmente nei batteri Gram-negativi, ad esempio Escherichia coli e Salmonella typhimurium.
L'enterobactina è il sideroforo più forte ad oggi conosciuto, capace di legare lo ione ferrico (Fe3+) con elevata affinità (K= 1052 M−1). Questo valore è decisamente più elevato rispetto anche ad alcuni chelanti sintetici, come l'EDTA (Kf,Fe3+ ~ 1025 M−1).
A causa della sua alta affinità, l'enterobactina è capace di esercitare la sua azione chelante anche in ambienti in cui la concentrazione dello ione ferrico è in realtà piuttosto bassa, ad esempio all'interno degli organismi viventi.
L'enterobactina può estrarre il ferro anche dall'aria. I batteri patogeni, grazie a questo composto, possono captare il ferro da altri organismi viventi ricorrendo a questo meccanismo, perfino se la concentrazione di ferro è mantenuta estremamente bassa (a causa della tossicità intrinseca del ferro libero).

## Storia
L'enterobactina fu scoperta dal gruppo di lavoro di Gibson and Neilands nel 1970. Gli studi iniziali chiarirono la struttura del composto e la relazione con l'acido 2,3-diidrossibenzoico.

## Struttura e biosintesi
L'acido corismico, un precursore degli amminoacidi aromatici, viene convertito in acido 2,3-diidrossibenzoico (DHB) da una serie di enzimi, EntA, EntB e EntC.
Un legame ammidico dell'acido 2,3-diidrossibenzoico alla L-serina è poi catalizzato da EntD, EntE, EntF e EntB. Tre molecole del DHB-Ser che si vengono a formare subiscono poi ciclizzazione intermolecolare, cedendo Enterobactina.
Sebbene sia possibile che si formino un certo numero di stereoisomeri (a causa della chiralità dei residui di serina), solo l'isomero Δ-cis è metabolicamente attivo.

## Meccanismo
La carenza di ferro nelle cellule batteriche innesca la secrezione di enterobactina nell'ambiente extracellulare, causando la formazione di un complesso di coordinamento "FeEnt" in cui lo ione ferrico è chelato alla base coniugata dell'enterobactina.
Nel batterio Escherichia coli, FepA sulla membrana esterna batterica, consente l'ingresso di FeEnt nel periplasma batterico. FepB, C, D e G partecipano tutti al trasporto di FeEnt attraverso la membrana interna mediante un trasportatore transmembrana (una proteina ABC).
A causa dell'estrema affinità di legame dell'enterobactina con il ferro, è necessario scindere FeEnt con un'esterasi ferroenterobactina per rimuovere il ferro. Questo clivaggio produce tre molecole di 2,3-diidrossibenzoil-L-serina. 
La riduzione del ferro (da Fe3+ a Fe2+) si verifica in concomitanza con questa scissione, ma non è stata ancora identificata una reduttasi FeEnt batterica, e il meccanismo di questo processo non è ancora chiaro.
Il potenziale di riduzione per il complesso Fe3+/Fe2+-enterobactina è pH dipendente e varia da -0,57 V (vs NHE - elettrodo standard a idrogeno) a pH 6 a -0,79 V a pH 7,4 fino a -0.99 a valori di pH superiore a 10,4.